# Црногорски етнички национализам
Црногорски етнички национализам је национализам етничких Црногораца. Као и остали етнички национализми, који се заснивају на етничком схватању нације, црногорски етнички национализам се такође заснива на етничком поимању црногорске нације. У том смислу, поборници црногорског етничког национализма се залажу за афирмацију тезе о етничкој и националној посебности црногорског народа, а такође се залажу за пуну афирмацију посебног црногорског језика и редефинисање Црне Горе као националне државе црногорског народа. Црногорски етнички национализам је присутан не само међу етничким Црногорцима у Црној Гори, већ и у црногорској етничкој дијаспори широм света. Од свог постанка, црногорски етнички национализам је прошао кроз неколико развојних фаза, током којих су настали разни концепти етничког, односно националног црногорства, који су у зависности од историјских околности били обликовани према различитим етнополитичким и идеолошким критеријумима.
Црногорски етнички национализам треба разликовати од других облика црногорског национализма, који немају етнички предзнак, што се у првом реду односи на традиционални црногорски регионални национализам, који представља облик територијалног национализма и савремени црногорски либерални национализам, који представља облик грађанског национализма.

## Главна обиљежја
Једно од главних обиљежја црногорског етничког национализма огледа се у тези о етничкој и националној посебности црногорског народа. Међу поборницима црногорског етничког национализма постоје три различита схватања о етногенези данашњих етничких Црногораца:
- Први приступ се заснива на тези о конституисању савремене црногорске етничке нације путем њеног постепеног етнополитичког издвајања из ширег српског националног корпуса. Ову тезу су својевремено заступали црногорски комунисти, на челу са Милованом Ђиласом,[3] а исту тезу је у складу са званичном партијском линијом заступао и дио стручњака у оквиру Црногорске академије наука и умјетности. Иста теза је присутна и данас, првенствено међу оним етничким Црногорцима који се у језичком смислу формално изјашњавају као говорници српског језика, а у вјерском као припадници Српске православне цркве.
- Други приступ се заснива на тези о потпуној различитости од Срба, односно на тези о континуитету "Дукљана-Зећана-Црногораца" и њиховој етничкој посебности, од времена досељавања Јужних Словена до данашњих дана.[4] Ту тезу су заступали и још увек заступају поборници такозване "дукљанске" школе, окупљени око Дукљанске академије наука и умјетности, а иста теза је након 2006. године и званично прихваћена од стране државних институција независне Црне Горе, тако да је данас присутна првенствено међу оним етничким Црногорцима који се у језичком смислу изјашњавају као говорници црногорског језика, а у вјерском као припадници Црногорске православне цркве.
- Трећи приступ се заснива на тези о наводној аутохтоности етничких Црногораца као потомака првобитног, односно античког становништва, чиме се негира не само веза са Србима, већ и са Словенима уопште.[5] Та екстремна теза је ограничена на узак круг присталица.

## Историја
Црногорски етнички национализам је проистекао из политичких спорова и сукоба који су избили крајем 1918. године, поводом питања о државном статусу дотадашње Краљевине Црне Горе. Иако је то питање по својој суштини било државно и династичко, оно је током наредних година почело да добија и потпуно нову етничку димензију, која се манифестовала у виду тезе о постојању посебне црногорске народности. Та теза је током првих поратних година афирмисана у појединим емигрантским и иностраним круговима (Италија, Велика Британија, Совјетска Русија), а употребљавана је као вид притиска на тадашњу Краљевину СХС. Уочивши значај ових појава, Никола Премовић је 1922. године упозорио домаћу јавност на опасност од иностраног промовисања нове црногорске народности и црногорског национализма.
За вријеме постојања Краљевине СХС/Југославије (1918-1941), дошло је до афирмације специфичног црногорског регионализма, који је појединим политичким чиниоцима послужио као основа за даљи развој тезе о постојању посебне црногорске народности. У то вријеме, политичке прилике на подручју Црне Горе биле су оптерећене подјелама и сукобима између бјелаша (поборници уједињења) и зеленаша (противници новонасталог стања). Настојећи да се укључе у јавни живот, представници политичког крила зеленашког покрета су почели да трагају за новим облицима дјеловања, определивши се за регионализам и федерализам, а сличне опције су то вријеме заступале и неке друге политичке групације у Краљевини СХС. Одлука о оснивању регионалне странке федералистичког усмјерења донијета је 1925. године, када је створена Црногорска странка, која је у широј јавности била позната као Црногорска федералистичка странка. Међутим, званични назив странке није садржао посебне идеолошке одреднице, чиме се жељело постићи обједињавање свих зеленашких струја, а свођењем званичног страначког назива на црногорску одредницу жељело се извршити окупљање свих присталица црногорства.
У то вријеме, међу челницима Црногорске странке још увијек није постојао јединствен став о црногорском националном питању, које је и даље посматрано првенствено као регионално, династичко и државно-политичко питање. Међутим, на радикалном (десном) крилу зеленашког покрета дошло је до постепеног јачања антисрпских тенденција, а главни заговорници таквог усмјерења постали су Савић Марковић Штедимлија и Секула Дрљевић, који су добили подршку од екстремних антисрпских и профашистичких кругова у Хрватској, након чега је Загреб постао главни центар окупљања свих поборника новог црногорског национализма.
Након априлског рата и слома Краљевине Југославије (1941), знатан дио руководства Црногорске странке се на челу са Секулом Дрљевићем ставио у службу италијанског окупатора, сматрајући да ће сарадња са италијанским фашистима доприњети афирмацији црногорског националног питања. Иако су италијанске окупационе власти пружиле отворену подршку заговорницима црногорског етничког национализма, њихове замисли су се убрзо показале као неоствариве, након чега се Дрљевић повукао у НДХ, поставши сарадник усташког режима. Средином 1944. године, Анте Павелић је омогућио Дрљевићу да у Загребу оформи такозвано Црногорско државно вијеће. Међутим, завршетком рата, фашистички концепт рјешавања црногорског националног питања доживио је потпуни слом.
У исто вријеме, специфични облици црногорског национализма почели су да се јављају и на политичкој љевици. Пошто се Коминтерна званично залагала за стварање посебне црногорске нације, такав став је усвојила и Комунистичка Партија Југославије. Приликом припрема за одржавање Пете земаљске конференције КПЈ у јесен 1940. године, црногорски комуниста Милован Ђилас је заступао став о самобитности црногорске нације, у чему су га подржали Едвард Кардељ и Јосип Броз Тито, док је Моша Пијаде сматрао да се процес формирања посебне црногорске нације још увек налази у својој прелазној, односно развојној фази.
Љевичарска варијанта црногорског етничког национализма је добила пуну афирмацију након ослобођења земље у јесен 1944. године и стварања Народне Републике Црне Горе као федералне јединице у саставу нове Југославије (1945). Нови комунистички режим је тада озваничио посебну црногорску нацију, а један од најистакнутијих заговорника такве политике је током првих поратних година био црногорски комуниста Милован Ђилас, чији су ставови о рјешавању националног питања постали окосница званичне партијске и државне политике. Та политика је додатно уобличена путем наменског конструисања црногорске националне историје, а тај сложени задатак је био повјерен историчару Јагошу Јовановићу, који је 1947. године објавио обимно дјело под насловом: Стварање црногорске државе и развој црногорске националности: Историја Црне Горе од почетка VIII вијека до 1918. године. Појавом овог дјела, заснованог на тези о етничкој и националној посебности Црногораца, постављена је основа за убрзано спровођење процеса црногоризације у свим областима друштвеног живота.
Поратно раздобље између 1944. и 1948. године показало се као кључно за афирмацију црногорског етничког национализма, а резултат тадашње форсиране црногоризације је постао видљив након првог посљератног пописа становништва, који је спроведен у марту 1948. године. Званични резултати тог пописа приказивали су Црну Гору као етнички најхомогенију федералну јединицу, са преко 90% етничких Црногораца у односу на укупан број становника. Такав резултат је изазвао невјерицу у стручној и осталој јавности, а додатну сумњу у исправност званичних података побудиле су вијести да је цјелокупан пописни материјал недуго након "обраде" уништен у погонима за прераду папира. Иако је црногоризација била спровођена у готово свим областима друштвеног живота, тадашњи комунистички режим ипак није приступио озваничењу посебног црногорског језика, већ је језичку норму засновао на конструисању општег српскохрватског језика. Такође, није промјењена ни традиционална народна застава, односно црвено-плаво-бијела тробојка, осим што јој је придодата петокрака звијезда.
Упоредо са конституисањем посебне црногорске нације, тадашњи комунистички режим је формулисао и посебну културну политику, засновану на промовисању специфичног црногорског идентитета у свим областима друштвеног живота. Та културна политика била је заснована првенствено на регионалним традицијама Старе Црне Горе, док су културне традиције осталих историјских области (Бока Которска, Приморје, Брда, Стара Херцеговина, Горње Полимље) наменски потискиване у циљу хомогенизације културног живота у Црној Гори. Крајем 20. вијека, дошло је до даље радикализације црногорског етничког национализма и појаве специфичних црногорских националних организација у области културе, као што су Матица црногорска, основана 1993. године и Дукљанска академија наука и умјетности, основана 1999. године. Проглашењем независности Црне Горе (2006), означен је почетак нове фазе у развоју црногорског етничког национализма, како у самој Црној Гори, тако и изван ње, у оквиру црногорске етничке дијаспоре. Такође је дошло и до појаве неких екстремних облика црногорског национализма, што је изазвало реакцију појединих државних званичника, међу којима је био и Филип Вујановић, који је као Предсједник Црне Горе (2003-2018) у неколико наврата упозоравао на опасност од таквих појава.